# Egiroesa
Egiroesa (en griego, Αἰγιρόεσσα) era una antigua colonia griega de Eólida.
Heródoto la menciona entre las primitivas ciudades eolias. Se desconoce el lugar donde debía localizarse pero se ha sugerido que podría haberse ubicado cerca de Belkahve. Otra hipótesis que se ha sugerido es que podría haber sido el nombre anterior que tuvo la ciudad de Elea pero un dato que no favorece esta hipótesis es que existen monedas con la inscripción de Elea que han sido fechadas ya desde el siglo V a. C.